# Dvorac Trnovec
Dvorac Trnovec je višeslojni objekt u mjestu Gornja Pačetina, gradu Krapini, zaštićeno kulturno dobro.

## Opis dobra
U izvorima Trnovec se prvi put spominje 1588. godine, no današnji je dvorac podignut u 18. st. Tijekom godina pripadao je raznim velikaškim obiteljima, među ostalima Keglevićima, Patačićima i Rukavinama, a u prvoj pol. 20. st. vlasnici postaju obitelj Igalffy iz Beča. U osnovi to je jednokrilni dvorac, podignut na padini brijega tako da je na ulaznoj strani prizeman, a na začelnoj jednokatan. Oko 1800. g. okomito na dvorac prigrađena je pomoćna zgrada, tako da cijeli sklop danas tlocrtno ima oblik slova L. Plastična obrada pročelja je skromna: na ulaznom pročelju profilirani vijenac, a na začelnom lezene u zoni prvog kata. U dvorcu je do danas sačuvan stari namještaj i povijesni ambijent.

## Zaštita
Pod oznakom Z-1727 zavedena je kao nepokretno kulturno dobro – pojedinačno, pravna statusa zaštićena kulturnog dobra, klasificirano kao "profana graditeljska baština".